# Patsy O'Hara

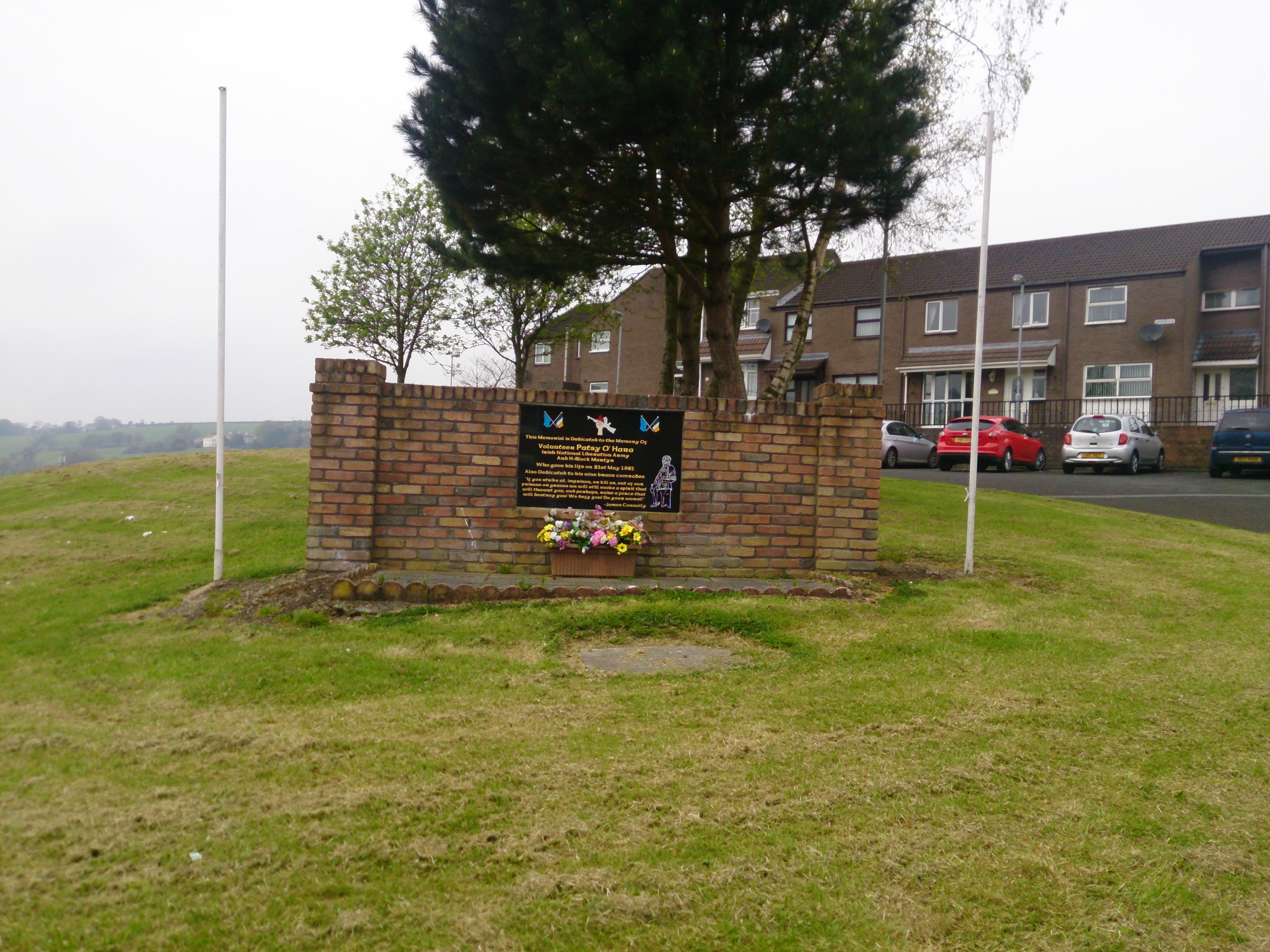
Mémorial dédié à Patsy O'Hara.

Patsy O'Hara, né le 11 juillet 1957, mort le 21 mai 1981, est un républicain nord-irlandais, membre de l’Irish National Liberation Army (INLA), principalement connu pour être mort en détention à l’occasion de la grève de la faim de 1981.
Né à Derry, O’Hara rejoignit Fianna Éireann en 1970. En octobre 1971, son frère Sean fut interné à Long Kesh dans le cadre de l’opération Demetrius. Peu de temps après, Patsy fut blessé à une barricade par un soldat britannique, ce qui l’empêcha de prendre part à la marche pour les droits civiques du 30 janvier 1972, retenue sous le nom de Bloody Sunday. Il intégra alors des cercles républicains, qu’il quitta en 1973 lorsque ces derniers abandonnèrent peu à peu les revendications nationalistes pour se concentrer sur les réformes politiques.
Il fut également interné à Long Kesh d’octobre 1974 à avril 1975. À sa sortie, il devint membre du Parti socialiste républicain irlandais et de sa branche armée, l’INLA. Suivirent deux nouvelles périodes d’internement, de juin à décembre 1975 et de septembre à décembre 1976.
Le 14 mai 1979, il fut arrêté, puis condamné à huit ans de prison en janvier de l’année suivante, pour possession d’une grenade.
Incarcéré à la prison du Maze, il devint officier commandant des détenus membres de l’INLA au début de la première grève de la faim en 1980 et entra lui-même en grève l’année suivante, le 22 mars. Il mourut le 21 mai, après 61 jours de jeûne.